# طلا (ترانه ایمجین درگنز)
طلا تک‌آهنگی از ایمجین دراگنز است که در ۱۶ دسامبر ۲۰۱۴ منتشر شد. این تک‌آهنگ در آلبوم دود + آینه‌ها قرار داشت. این آهنگ در فصل ششم مستند گلد راش محصول شبکه تلویزیونی دیسکاوری پخش شد.